# 颜盏世鲁
颜盏世鲁（?—?），又作颜盏石鲁，女真颜盏部人，姓颜盏。金朝大臣，金哀宗时尚书右丞。
正大四年（1227年），吏部郎中杨居仁上封事，上奏宰相应当所选得人。尚书左丞颜盏世鲁一直记恨杨居仁，以为他越职，完颜赛不说这是臣民的责任。金哀宗于是采纳。正大五年（1228年）八月甲子，参知政事完颜白撒为尚书右丞，太常卿颜盏世鲁权参知政事。张特立弹劾：“尚书右丞颜盏世鲁遣其奴与小民争田，失大臣之体。应当罢免。”正大九年（1232年）正月蒙古军围攻开封，尚书右丞颜盏世鲁命人写成《江水曲》，使城上之人在静夜歌唱，因为河朔先有此曲用来寄托讴吟的思绪，他想通过这种办法退敌。斜卯爱实上奏尚书右丞颜盏世鲁居相位已七八年，碌碌无为，只是备员。患难之际，倚重这样的人，想要中兴很难了。天兴元年（1232年）七月初四，尚书右丞颜盏世鲁罢相。吏部尚书完颜奴申为参知政事。